# 3-Chlorpyridin
3-Chlorpyridin ist eine organische Verbindung, die zu den Heterocyclen (genauer: Heteroaromaten) zählt. Sie besteht aus einem Pyridinring, der in 3-Position mit Chlor substituiert ist. Die Verbindung ist isomer zu 2-Chlorpyridin und 4-Chlorpyridin.

## Darstellung
Im Allgemeinen sind gängige elektrophile aromatische Substitutionen an Pyridin nicht oder nur mit schlechter Ausbeute möglich. Die Herstellung von 3-Chlorpyridin gelingt durch Chlorierung mit molekularem Chlor in Gegenwart von Aluminiumchlorid als Katalysator bei 100 °C mit einer mäßigen Ausbeute von 33 %.

## Eigenschaften
3-Chlorpyridin bildet oberhalb des Flammpunktes von 66 °C entzündliche Dampf-Luft-Gemische. Die Zündtemperatur beträgt 610 °C. Der Stoff fällt somit in die Temperaturklasse T1.

## Verwendung
3,3′-Bipyridin kann durch metallvermittelte katalytische Kupplung von zwei Molekülen 3-Chlorpyridin unter Verwendung einer Base hergestellt werden. Als Katalysator dient ein Nickelkomplex. Durch Lithiierung kann 3-Chlorpyridin zu einer Organolithium-Verbindung umgesetzt werden, welche als Ausgangsverbindung für weitere Pyridinderivate dient, die nicht auf direktem Wege zugängig sind.